# IAI Jaguar
IAI Jaguar (hebr. יגואר) – izraelski wojskowy bezzałogowy pojazd lądowy zaprojektowany przez Land Systems Division z Israel Aerospace Industries (IAI) oraz Elbit Systems. Znalazł się na wyposażeniu Dywizji Gazy i używany jest do patrolowania izraelskiej granicy ze Strefą Gazy.

## Opis
W 2021 roku Siły Obronne Izraela oraz Land Systems Division z Israel Aerospace Industries (IAI) ogłosiły, że po okresie pomyślnych prób na granicy w okolicach Bajt Lahija i Bajt Hanun na wyposażenie armii zostanie przyjęty kołowy robot o nazwie Jaguar. Konstrukcja powstała w ramach współpracy IAI oraz Elbit Systems  .
Jaguar stanowił element autonomizacji i robotyzacji ochrony granicy ze Strefą Gazy. Pojazd wraz z dronami i systemami perymetrycznymi na zaporze granicznej miał ułatwić patrolowanie terenów wzdłuż ogrodzenia granicznego, redukując liczbę żołnierzy zaangażowanych do tych zadań .
IAI Jaguar został przyjęty na służbę w Dywizji Gazy, która odpowiada za ochronę granicy Izraela ze Strefą Gazy .

## Charakterystyka konstrukcji
Pojazd przemieszcza się w oparciu o system GPS, algorytmy i sztuczną inteligencję. Sensory ruchu i otoczenia umożliwiają Jaguarowi samodzielne wykrywanie przeszkody i omijanie jej. System autonomicznego kierowania umożliwia także wyznaczanie trasy ewentualnego przejazdu . Jaguar może przemieszczać się po piasku, asfalcie, kamieniach czy w błocie, a także jest w stanie pokonywać wzniesienia o nachyleniu do 27° .
IAI Jaguar jest półautonomiczną sześciokołową platformą, na której można montować systemy obserwacji i walki. Jaguar został wyposażony w karabin maszynowy MAG kal. 7,62 mm, którym może posługiwać się operator w centrum dowodzenia. Z karabinu można prowadzić ogień podczas postoju lub w ruchu . Obserwację terenu umożliwiają wysokiej rozdzielczości kamery działające na krótkim i dalekim zasięgu. Ponadto pojazd wyposażony został w czujniki pozwalające wykryć człowieka we mgle. Na pozostałe wyposażenie Jaguara składają się szperacze oraz systemy komunikacji . IAI Jaguar został także wyposażony w system autodestrukcji na wypadek, gdyby został przejęty przez przeciwnika . Może się to odbyć poprzez wysłanie współrzędnych GPS do przeprowadzenia ataku powietrznego .